# European Solar Challenge
De 24 hours iLumen European Solar Challenge is een tweejaarlijkse wedstrijd voor wagens die aangedreven zijn door zonne-energie. De wedstrijd gaat door sinds 2016 op het circuit van Zolder.
Sinds 2018 kunnen ploegen met twee verschillende wagen deelnemen.

## Edities
- 2016 - 24 tot 25 september - (14 deelnemers) 1ste plaats Solar Team Twente, 2de plaats Tesla White, 3de plaats Punch Powertrain Solar Team[2]
- 2018 - 22 tot 23 september - (22 deelnemers)[3] 1ste plaats Solar Team Twente Red shift, 2de plaats Solar Team Twente Red One, 3de plaats Sonnenwagen Aachen[4]